# Hispano (obispo segobricense)
Hispano (también Ramón Hispán, o Español), segundo obispo segobricense (1212-1215).

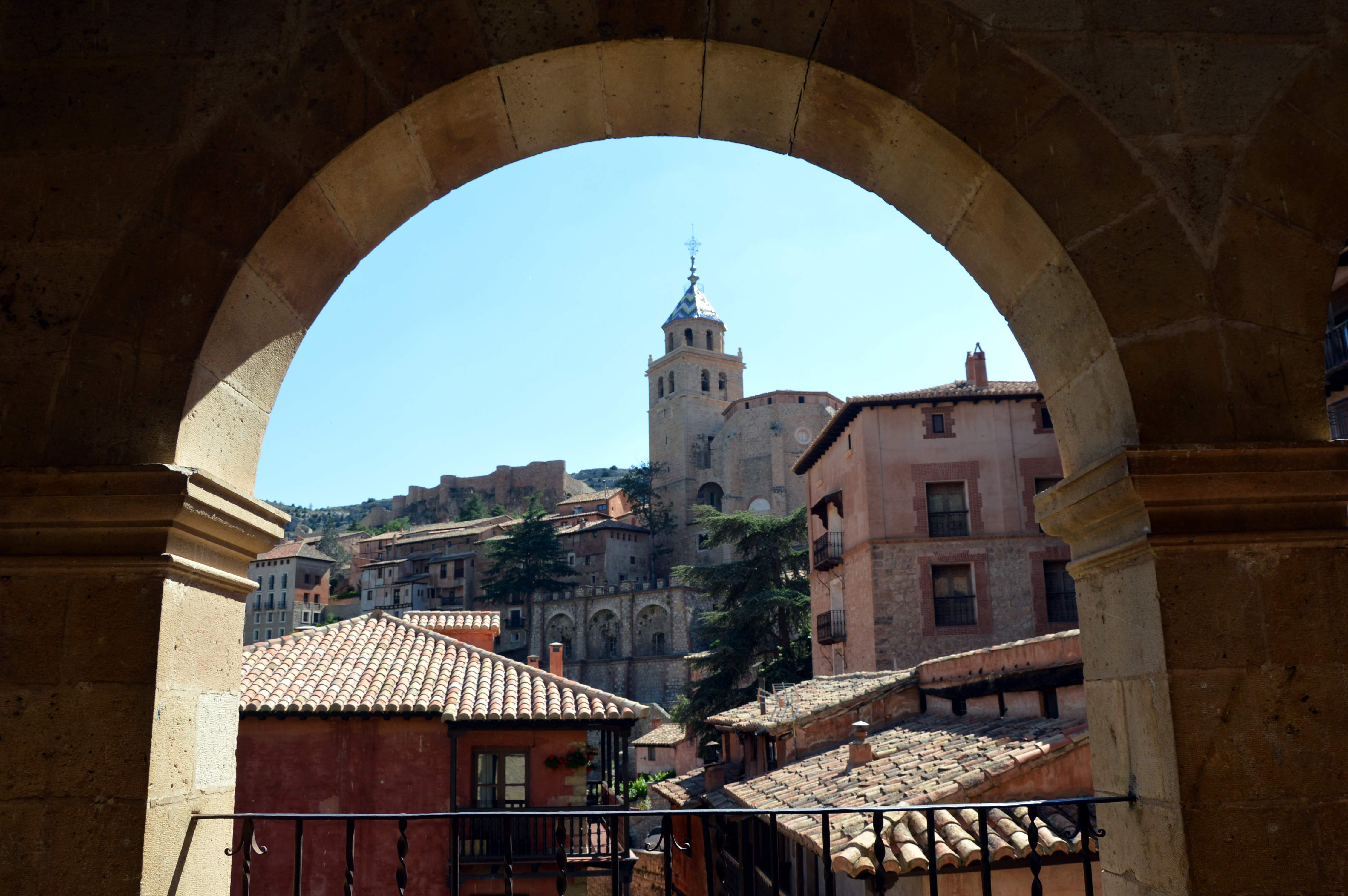
Vista parcial (nororiental) de Albarracín (Teruel), desde las arcadas del Ayuntamiento, con detalle de la torre de la Catedral del Salvador al fondo (2017).

## Biografía
El cronista valenciano Gaspar Juan Escolano (1560-1619), en la Segunda parte de la Década Primera de la Historia de la Insigne y coronada ciudad y reyno de Valencia (1611) escribe del obispo Hispano:

«A Martino le sucedió en el obis-/ pado, vno llamado Hispano, en el año/ mil doscientos y treze; a quien Gauber-/to Fabricio monge de Sant Iuan de la/ Peña, en su antigua historia de Aragon,/ llama Raymundo Hispano: si bien el/ Arçobispo Don Rodrigo, y la tabla/ de los Aniuersarios de la Iglesia sego-/bricense y de Albarracín, solamente le/ dan el nombre de Hispano, o Español.// Era muerto en la Proença el Rey Don/ Pedro en la batalla de Murel, y hauia/ quedado su hijo vnigenito heredero/ de sus estados, (que fue nuestro bien-/aventurado Conquistador Don Iayme)/ encomendado al conde Simon de Mont-/forte, que tiranicamente le tenia opre-/so, y como prisionero, [...] Lamen-/tauanse desta tacita captiuidad de su/ Rey niño los Aragoneses, y hallando/ caudal Don Rodrigo Fernandez de Aça-/gra en su obispo Hispano, le persuadia a que se encargara de librarle por/ los medios posibles. Partiose el buen/ Obispo a sus costas proprias a la Cor-/te del Papa, y jamas quito la mano de-/llo, hasta alcançar que se embiasse vn/ Legado:...».
Segunda parte de la Década Primera de la Historia de la Insigne y coronada ciudad y reyno de Valencia, Gaspar Juan Escolano

En el momento de su elección para suceder a don Martín como obispo de Albarracín, Hispano era deán de la catedral de Toledo.
Escolano hace comenzar el pontificado del obispo Hispano «en el año/ mil doscientos y treze» (1213); sin embargo, Aguilar dice que durante su breve pontificado tuvo lugar la Batalla de las Navas de Tolosa (1212), hecho que marcó el comienzo del declive del poder musulmán en España. Asimismo, se produjo la batalla de Muret (1213), entre Pedro II de Aragón y sus vasallos y aliados contra las tropas del rey de Francia, lideradas por Simón de Monforte. Del enfrentamiento salió triunfante el francés, muriendo el rey de Aragón: su hijo de cinco años, el infante Jaime de Aragón quedó bajo la custodia de Simón de Monforte.
A petición del primer señor de Albarracín, Pedro Ruiz de Azagra, el obispo Hispano viajó a Roma a sus expensas, acompañado de algunos nobles aragoneses, para pedir al papa Inocencio III que intercediera en la liberación del joven príncipe Jaime de Aragón, futuro Jaime I el Conquistador.
El obispo Hispano, en noviembre de 1215, con el título de «obispo segobricense», asistió al IV Concilio de Letrán (1215-1216), falleciendo en Toledo el 11 de diciembre de 1215.-